# Hammond (village, New York)
Pour les articles homonymes, voir Hammond.
Ne doit pas être confondu avec Hammond (New York).
Hammond est un village du comté de Saint Lawrence, dans l'État de New York, aux États-Unis,. En 2010, il comptait une population de 280 habitants.

## Démographie
Lors du recensement de 2010, le village comptait une population de 280 habitants, tandis qu'en 2019, elle est estimée à 270 habitants.